# Josef Dobrovský
Josef Dobrovský, né le 17 août 1753 à Balassagyarmat en Hongrie[réf. nécessaire] et mort le 6 janvier 1829 à Brünn, est un philologue, historien, grammairien, fondateur de la slavistique moderne, originaire du royaume de Bohême.

## Biographie

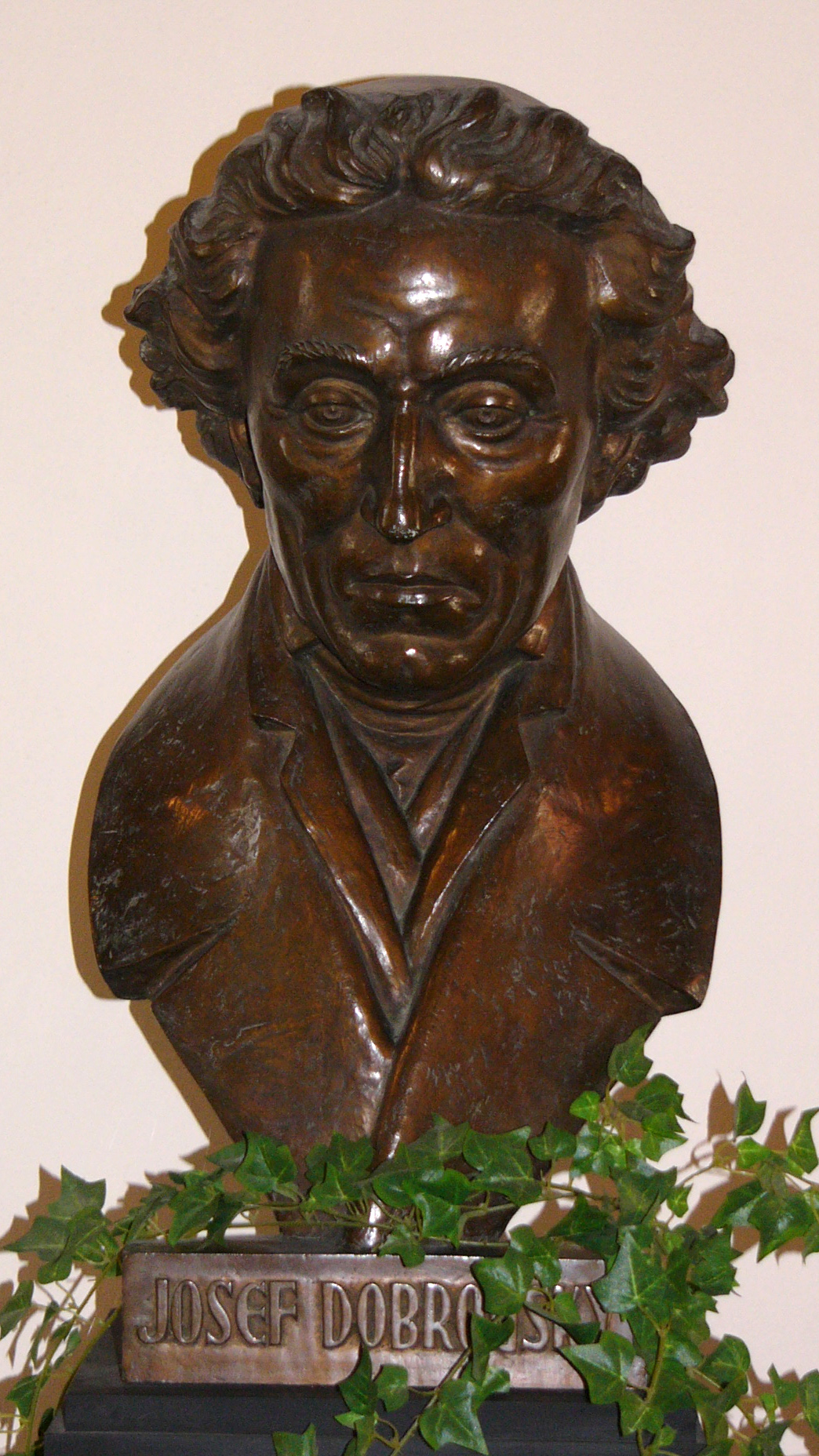
Buste de Josef Dobrovský.

Josef Dobrovský reçoit sa première éducation dans la langue allemande à l'école d'Horšovský Týn dans le district de Plzeň. Sa première rencontre avec la langue tchèque a lieu au lycée de Havlíčkův Brod. Il écrit en latin, en allemand, puis en tchèque. 
Il étudie ensuite chez les Jésuites à Klatovy. En 1769, il commence à étudier la philosophie à l'Université de Prague. En 1772, il est admis chez les jésuites à Brno et se prépare pour une mission chrétienne en Inde, quand l'ordre des Jésuites est dissous en Bohême en 1773. Dobrovský se rend alors à Prague pour étudier la théologie.
Il occupe un temps la charge de tuteur dans la famille princière des Nostitz. Il obtient le poste de vice-recteur, puis de recteur, du séminaire général à Hradisko (qui fait maintenant partie de Olomouc), mais en 1790 il perd son poste avec l'abolition des séminaires à travers l'Empire des Habsbourg. Il retourne dans la famille des Nostitz qui l'accueillent avec amitié. À cette époque, il écrit quelques-unes des œuvres les plus importantes de ses études slaves, sur l'historiographie et la philologie.
En 1792, Dobrovský effectue une tournée européenne pour le compte de l'Académie des Sciences de Bohême, à la recherche des manuscrits qui ont été dispersés par les guerres de Trente Ans. Il visite ainsi Stockholm, Turku, Saint-Pétersbourg et Moscou. À son retour, il accompagne le comte Nostitz en Suisse et en Italie.

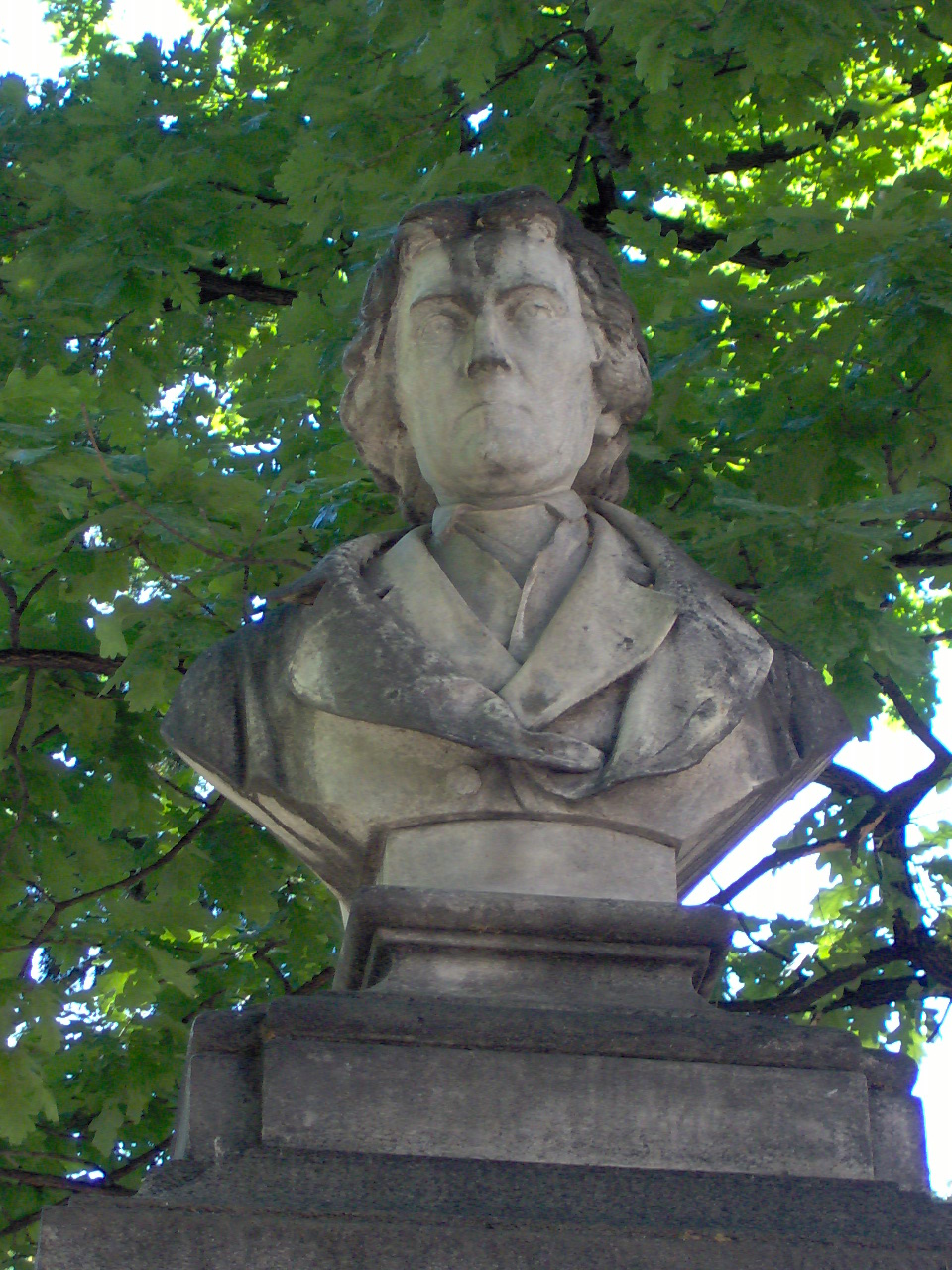
Buste de Dobrovský à Prague.

Dans les années 1780, il participe à la vie universitaire à Prague. En 1784, il aide à mettre en place la Société royale tchèque des sciences. 
En 1818, il contribue à la création du Musée national de Prague.
En 1828, il se rend à Brünn afin d'étudier les bibliothèques locales quand il meurt au tout début de l'année 1829 dans cette ville.

## Œuvres
- Histoire de la langue et de la littérature tchèques, 1791-1818 ;
- Système complet de la langue tchèque, 1809 ;
- Institutiones linguae slavicae dialecti veteris, 1822.

## Honneur
L'astéroïde (40440) Dobrovský porte son nom.